# Shoavvuntshobma
Shoavvuntshobma är en kulle i Finland. Den ligger i Utsjoki kommun i landskapet Lappland, i den norra delen av landet, 1 100 km norr om huvudstaden Helsingfors. Toppen på Shoavvuntshobma är 298 meter över havet. Shoavvuntshobma ingår i Paistunturit.
Terrängen runt Shoavvuntshobma är platt norrut, men söderut är den kuperad. Terrängen runt Shoavvuntshobma sluttar österut. Trakten runt Shoavvuntshobma är nära nog obefolkad, med mindre än två invånare per kvadratkilometer. Det finns inga samhällen i närheten. Omgivningarna runt Shoavvuntshobma är i huvudsak ett öppet busklandskap.